# Helge Sandvik
Helge Sandvik (Haugesund, 1990. február 15. –) norvég labdarúgó, posztját tekintve kapus.

## Pályafutása
Helge Sandvik Haugesund városában született, az ifjúsági pályafutását a helyi kluboknál töltötte.
2009-ben mutatkozott be a Vard Haugesund felnőtt csapatában. 2011-ben kölcsönjátékosként a Haugesund együtteséhez került, ám pályára nem lépett egy mérkőzésen sem. A 2015-ös szezonban két hónapig az Aalesundnál volt kölcsönben. 2016. január 8-án leigazolta a norvég első osztályban szereplő Haugesund. Először a 2016. május 8-ai, Molde elleni mérkőzésen lépett pályára.

## Statisztikák
| Klub                   | Szezon   | Osztály      | Bajnokság | Bajnokság | Kupa  | Kupa | Összesen | Összesen |
| Klub                   | Szezon   | Osztály      | Meccs     | Gól       | Meccs | Gól  | Meccs    | Gól      |
| ---------------------- | -------- | ------------ | --------- | --------- | ----- | ---- | -------- | -------- |
| Vard Haugesund         | 2009     | divisjon 2.  | 24        | 0         | 0     | 0    | 24       | 0        |
| Vard Haugesund         | 2010     | divisjon 2.  | 26        | 0         | 0     | 0    | 26       | 0        |
| Haugesund (kölcsönben) | 2011     | Tippeligaen  | 0         | 0         | 0     | 0    | 0        | 0        |
| Vard Haugesund         | 2012     | divisjon 2.  | 26        | 0         | 2     | 0    | 28       | 0        |
| Vard Haugesund         | 2013     | Adeccoligaen | 14        | 0         | 3     | 0    | 17       | 0        |
| Vard Haugesund         | 2014     | divisjon 2.  | 26        | 0         | 3     | 0    | 29       | 0        |
| Vard Haugesund         | 2015     | divisjon 2.  | 19        | 0         | 2     | 0    | 21       | 0        |
| Aalesund (kölcsönben)  | 2015     | Tippeligaen  | 1         | 0         | 0     | 0    | 1        | 0        |
| Haugesund              | 2016     | Tippeligaen  | 7         | 0         | 3     | 0    | 10       | 0        |
| Haugesund              | 2017     | Eliteserien  | 2         | 0         | 3     | 0    | 5        | 0        |
| Haugesund              | 2018     | Eliteserien  | 6         | 0         | 2     | 0    | 8        | 0        |
| Haugesund              | 2019     | Eliteserien  | 28        | 0         | 4     | 0    | 32       | 0        |
| Haugesund              | 2020     | Eliteserien  | 28        | 0         | 0     | 0    | 28       | 0        |
| Összesen               | Összesen | Összesen     | 207       | 0         | 22    | 0    | 229      | 0        |

## Sikerei, díjai
Haugesund
- Norvég Kupa
  - Döntős (1): 2019

## Fordítás
Ez a szócikk részben vagy egészben  a   Helge Sandvik című angol Wikipédia-szócikk fordításán alapul.  Az eredeti cikk szerkesztőit annak laptörténete sorolja fel. Ez a jelzés csupán a megfogalmazás eredetét és a szerzői jogokat jelzi, nem szolgál a cikkben szereplő információk forrásmegjelöléseként.